# Tölö specialiseringsgymnasium
Tölö specialiseringsgymnasium, Speccen (f.d. Tölö gymnasium, f.d. specialiseringslinjen vid Gymnasiet Svenska normallyceum) var ett finlandssvenskt kommunalt specialiseringsgymnasium i Tölö, Helsingfors. Skolan var verksam från år 2002 till 2015, då den slog ihop med Gymnasiet Svenska normallyceum och bildade Tölö gymnasium.

## Historia
Tölö specialiseringsgymnasium hade sitt ursprung i specialiseringslinjen vid Gymnasiet Svenska normallyceum. Specialiseringslinjen grundades år 1991 och flyttade till Tölö. Elva år senare, år 2002, ombildades linjen till ett eget gymnasium som fick namnet Tölö gymnasium.
År 2007 flyttade gymnasiet in i det nya Sandelshuset vid Tölö torg, tillsammans med Sandels musikskola och Sandels ungdomsgård. Efter flytten kunde skolan utöka antalet elever från cirka 100 till 150.
År 2009 sammanslogs skolan med Helsingfors aftongymnasium och fick namnet Tölö specialgymnasium. Några år senare, år 2015, slogs skolan samman med Gymnasiet Svenska normallyceum och bildade Tölö Gymnasium.
Tölö specialgymnasium erbjöd tre specialiseringslinjer: humanekologi, bildkonst och musik. Årligen antogs 50 nya elever.